# (10776) Musashitomiyo
(10776) Musashitomiyo est un astéroïde de la ceinture principale.

## Description
(10776) Musashitomiyo est un astéroïde de la ceinture principale. Il fut découvert le 12 février 1991 à Yorii par Masaru Arai et Hiroshi Mori. Il présente une orbite caractérisée par un demi-grand axe de 2,43 UA, une excentricité de 0,13 et une inclinaison de 5,1° par rapport à l'écliptique.

## Compléments